# بومبوگور (بایان‌خونگور)
بومبوگور (به لاتین: Bömbögör) یک منطقهٔ مسکونی در مغولستان است که در استان بایان‌خونگور واقع شده‌است. بومبوگور ۳٬۰۴۴ کیلومتر مربع مساحت دارد.